# Sachsen (nave meteorologica)
La nave meteorologica tedesca Sachsen (Wetter-beobachtung-Schiff Sachsen) fu utilizzata agli inizi della seconda guerra mondiale con lo scopo di fornire rapporti meteorologici alle navi della Kriegsmarine tedesca, ma soprattutto agli U-Boot che operavano nelle acque settentrionali dell'Oceano Atlantico e del Mar Glaciale Artico.

## Operazione Sachsen
Veniva impiegata per l'Operazione Sachsen (Unternehme Sachsen).
Questa operazione iniziava il 18 settembre 1940 e terminava il 23 novembre 1940 e veniva effettuata nello steretto di Danimarca.

## Operazione Sachsen II
Questa operazione veniva effettuata dalla primavera all'estate del 1941. Durava 86 giorni e veniva effettuata nelle acque intorno all'isola di Jan Mayen.

## Operazione Knospe
Questa operazione iniziava il 26 settembre 1941 e terminava il 15 novembre 1941 e veniva effettuata per il trasporto di rifornimenti a Signahamm nelle isole Spitzbergen.

## Operazione Holzauge
Questa operazione iniziava il 12 agosto 1942 e terminava il 17 giugno 1943; veniva effettuata con il nome in codice di Hermann per il trasporto di rifornimenti sulle coste orientali della Groenlandia.